# Paolo Tramezzani
Paolo Tramezzani (Castelnovo ne' Monti, 30. srpnja 1970.) talijanski je nogometni trener i bivši nogometaš. Trenutačno je trener ciparskog kluba AEL Limassol.

## Trenerska karijera

### Hajduk Split
Dana 18. siječnja 2021. Tramezzani potpisuje ugovor s Hajdukom do ljeta 2022.

## Uspjesi

### Igrački

#### Klupski
Inter Milano
- Kup UEFA: 1993./94.

### Trenerski
APOEL
- Ciparsko nogometno prvenstvo: 2018./19.

## Vanjske poveznice
- Trenerska statistika, Soccerbase